# 200.ª Brigada Mixta (Ejército Popular de la República)
La 200.ª Brigada Mixta fue una de las Brigadas Mixtas creadas por el Ejército Popular de la República para la defensa de la Segunda República Española. Durante su corta existencia estuvo destinada en el Frente de Madrid, donde le sorprendió el final de la guerra.

## Historial
Fue constituida en mayo de 1938, en la zona del I Cuerpo de Ejército con mandos y efectivos procedentes de la 31.ª Brigada Mixta, además de 2 batallones ya veteranos de las Brigadas Mixtas 27.ª y 99.ª. En principio la unidad recibió la denominación de «333.ª Brigada Mixta», que luego cambió a su numeración definitiva. Durante su existencia, su único jefe fue el Mayor de milicias de Germán Paredes García. En el mes de octubre a Brigada se trasladó a la zona de Torrelodones-Hoyo de Manzanares, donde continuó la instrucción. Con posterioridad quedaría agregada a la 65.ª División. El 7 de noviembre entró en la primera línea de combate del sector delimitado por Cabañas de Yepes, Yepes, Ocaña y Huerta de Valderrábanos.
El 4 de enero de 1939 se encontraba en El Escorial en preparación de una ofensiva para intentar romper las líneas nacionales en el área de Brunete-Quijorna, en apoyo de la Ofensiva republicana en Extremadura que se iba a producir por esas fechas. El día 15 la unidad entró en combate en la zona Colmenarejo-Galapagar pero el 22 de enero tuvo que ser retirada a retaguardia y trasladada a Collado Villalba y Buitrago ante el elevado número bajas que sufrió: 514 muertos o heridos y 23 deserciones. El ataque en este sector resultó un fracaso absoluto y la 200.ª BM quedó tan maltrecha que permaneció situada en la retaguardia durante el resto de la contienda. Finalmente, la Brigada quedaría disuelta el 28 de marzo de 1939, cuando se produjo la rendición de las fuerzas republicanas del Frente de Madrid.

## Mandos
Comandantes
- Mayor de milicias Germán Paredes García;[3]

Comisarios
En su breve vida la Brigada tuvo 4 comisarios:
- Antonio Díaz;
- Antonio Beltrán;
- Jesús García Gómez;
- Antonio Ivars;